# Paweł Sapieha (1860–1934)
Paweł Jan Sapieha (ur. 1 września 1860 w Gumniskach, zm. 31 maja 1934 w Siedliskach) – członek rodu magnackiego Sapiehów, pierwszy prezes Polskiego Czerwonego Krzyża.

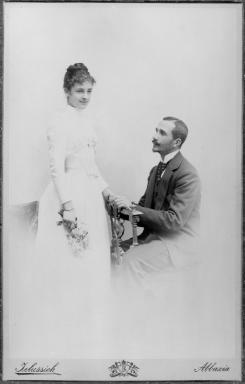
Paweł Sapieha z małżonką

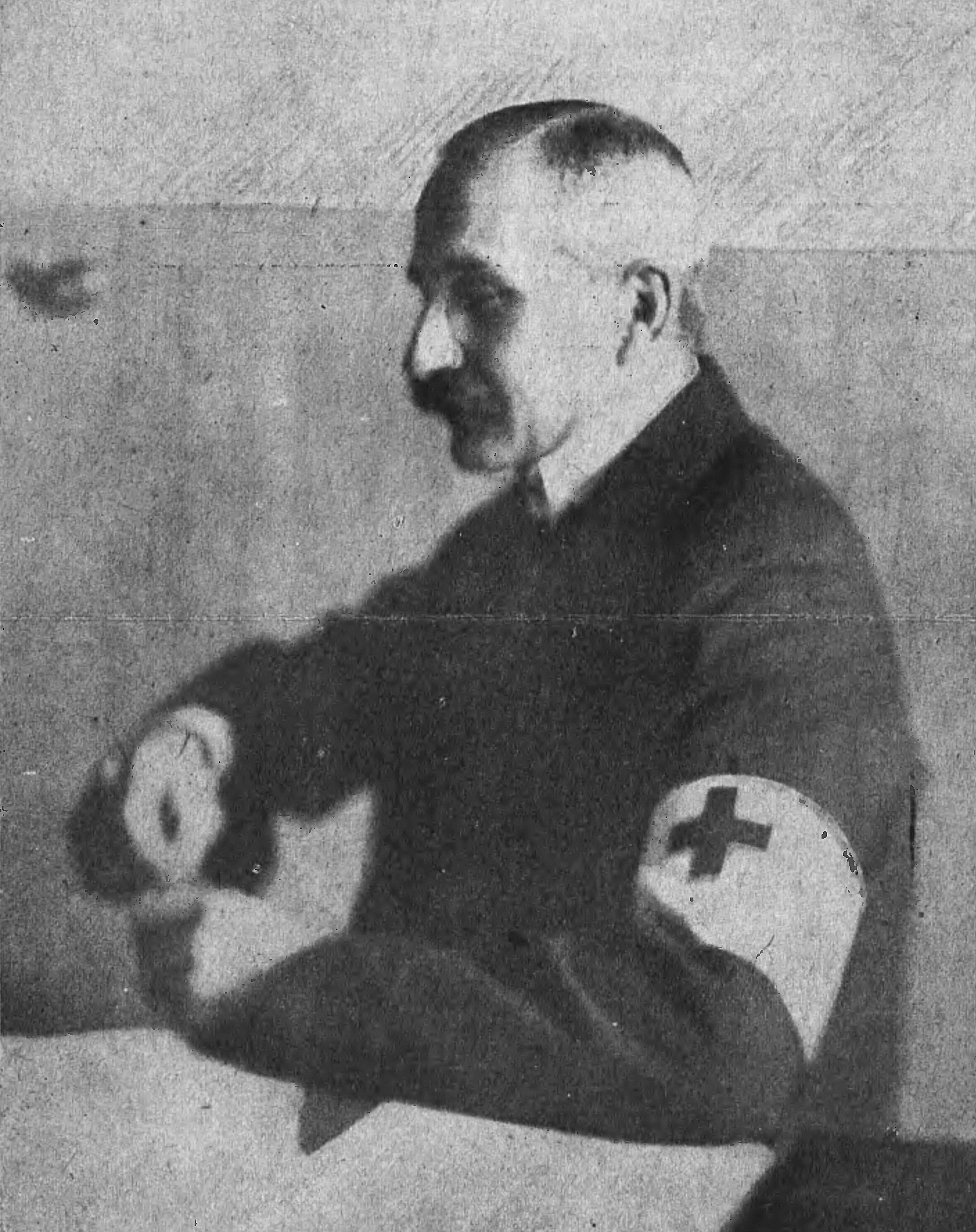
Paweł Sapieha jako prezes PCK podczas I wojny światowej

## Życiorys
Paweł Jan Sapieha, właściciel Siedlisk, urodził się 1 września 1860 w Gumniskach pod Tarnowem (w domu swej babki Izabeli z Lubomirskich Sanguszkowej) jako trzeci z synów Adama Stanisława Sapiehy i Jadwigi z Sanguszków Sapieżyny. Miał on jeszcze czterech braci: Władysława Leona, Leona Pawła, Jana Piotra, Adama Stefana oraz dwie siostry: Marię Jadwigę i Helenę Marię. Wywodził się z rodu potężnego, starego i zasłużonego dla Rzeczypospolitej.
Dziecięce lata Pawła upłynęły między Krasiczynem a Lwowem, gdzie dziadkowie Leon i Jadwiga mieli dom przy ulicy Kopernika 40. Tam także ukończył gimnazjum, a po służbie wojskowej studiował prawo na uniwersytetach w Pradze, Wiedniu i Krakowie. Po ukończeniu studiów został przyjęty do służby państwowej, najpierw jako koncypient, a następnie komisarz starostwa w Przemyślu. W wyniku interwencji ojca, który chciał, aby jego syn gruntowniej zapoznał się z pracą w administracji państwowej, został przeniesiony do Bośni w maju 1885, gdzie spędził trzy lata, pracując kolejno w Sarajewie i Mostarze.
Bardzo interesowały go podróże. Gdy tylko miał ku temu okazje, starał się zwiedzić jak najwięcej świata. W 1888 r., podczas urlopu, jaki spędzał z ojcem i bratem Adamem w Genewie, postanowił wraz z bratem odwiedzić Konstantynopol i Kair. W Kairze Adam odłączył się i wyruszył do Ziemi Świętej, natomiast Paweł, wystarawszy się wcześniej o urlop z pracy, udał się do Indii. Podczas podróży zwiedził nie tylko ten kraj, ale także Birmę, Chiny, Japonię i Koreę oraz Riukiu słynące z drogocennych wyrobów laki. Z wyprawy na Wschód przywiózł kolekcję kunsztownych wyrobów z czarnego drewna, porcelanę, broń, hafty, a nawet oryginalne kimona. Przedmioty te stały się później częścią wystawy, jaką urządził na rzecz Czytelni Katolickiej we Lwowie. Z końcem lipca 1889 zdecydował się na powrót do Europy. Wyruszył z Pekinu konno poprzez stepy Mongolii, Syberię, Irkuck, Jezioro Bajkalskie, Aleksandrowsk, Krasnojarsk i przybył do Tomska, gdzie zatrzymał się na dłużej. Po odpoczynku kontynuował podróż - sankami przez Omsk, dalej koleją do Jekaterynburga, następnie przez Ural do Ufy i koleją europejską. Zimę 1890 spędził w Petersburgu, gdzie starał się o „poddaństwo” rosyjskie celem poślubienia Sofinetki Branickiej z Białej Cerkwi, co miało zapobiec przejściu majątku Branickich i związanych z nim Polaków pod zarząd rosyjski. Jednak plany matrymonialne nie doszły do skutku, wobec czego Paweł powrócił do Galicji, aby kontynuować pracę w administracji państwowej i zająć się będącym w posiadaniu rodziny majątkiem Siedliska.
Majątek Siedliska został zakupiony przez ojca Pawła, Adama, w 1874 od poprzedniego właściciela Józefa Jabłonowskiego za sumę 600 000 guldenów austriackich. W skład majątku wchodziły: Siedliska, Rata i Hrebenne wraz z różnymi obiektami w Rawie Ruskiej.
Podczas karnawału we Lwowie w 1892 poznał swoją przyszłą małżonkę, 19-letnią wówczas Matyldę Windisch-Graetz, córkę komendanta korpusu lwowskiego, Ludwika Windisch-Graetza, i Walerii z Dezsewffych. Niecałe dwa miesiące później, 5 kwietnia 1892, w Abacji odbyły się zaręczyny młodych, jednak z powodu złego stanu zdrowia Pawła, wyczerpanego wschodnimi podróżami, i choroby Matyldy (tyfus), ślub był kilkakrotnie odkładany. Kolejną przeszkodą, która pogrążyła całą rodzinę w głębokiej żałobie, była śmierć 8 lutego 1893 w Bilczu Złotym starszego brata Pawła, Leona. Wreszcie 14 marca 1893 we Lwowie, w ścisłym gronie rodzinnym, odbył się długo oczekiwany ślub Pawła i Matyldy, po którym państwo młodzi udali się na kilka tygodni do Siedlisk.
Młodzi zamieszkali, tak jak to planowano, w przerobionych koszarach, które wspólnym wysiłkiem chcieli przekształcić w prawdziwy „pałacyk”. Niestety musiało to jeszcze trochę poczekać, gdyż po tym parotygodniowym urlopie Paweł musiał wracać do Lwowa, gdzie pełnił stanowisko sekretarza namiestnictwa. Mieszkali w tym czasie w domu Sapiehów przy ulicy Kopernika 40. Tam też 24 grudnia 1893 przyszło na świat pierwsze dziecko Matyldy i Pawła – córka Elżbieta Maria.
W 1894 rodzina Sapiehów pracowała przy Wystawie Krajowej we Lwowie, której prezesem został wybrany senior rodziny Adam. Wystawa stała się dużym wydarzeniem społeczno-politycznym. Odwiedzili ją arcyksiążę Karol Ludwik z żoną Marią Teresą, a nawet sam cesarz Franciszek Józef I. Latem 1895 objął stanowisko starosty w Jaśle, z czym związany był dłuższy pobyt rodziny w tym mieście. Tam też zapoznał się z działaczami ruchu ludowego Janem Stapińskim i ks. Stanisławem Stojałowskim. Miał także okazję usłyszeć ich poglądy na sprawy chłopskie. Tymczasem 19 listopada 1896 w Jaśle przyszedł na świat pierwszy z synów Matyldy i Pawła – Alfred.
W 1897 odbyły się wybory do Rady Państwa, w których - pomimo wcześniejszej niechęci zarówno swojej, jak również ojca i teścia - Paweł uniesiony poparciem, jakie otrzymał, wystartował i został wybrany. Jego wybór spowodował wyjazd z Jasła i częste wizyty w Wiedniu, gdzie został członkiem Koła Polskiego w parlamencie wiedeńskim. W czasie obrad bardzo angażował się w sprawę utrzymania religii w szkołach. W 1901 został ponownie wybrany do Rady Państwa, tym razem z następujących miast: Żółkiew, Sokal i Rawa Ruska. W 1906 otrzymał tytuł honorowego obywatelstwa miasta Sokal.
Jednocześnie księżna przygotowywała się ponownie do roli matki. 13 lutego 1899 we Lwowie przyszła na świat druga córka, której nadano imiona Maria Jadwiga. To radosne wydarzenie zbiegło się jednak z bankructwem Lwowskiego Banku Kredytowego, którego prezesem był Adam Sapieha, ojciec Pawła. Z powodu tego tragicznego zdarzenia, rodzina, a szczególnie książę Adam, straciła ogromne sumy pieniędzy, spłacono jednak wszystkie należności. Sprawa bankructwa szczególnie dotknęła seniora rodu, który od tego czasu zaczął chorować i 21 lipca 1903 zmarł. Wcześniej jednak, 17 maja 1900, w Siedliskach urodził się ich późniejszy właściciel, drugi z synów Matyldy i Pawła, imiennik ojca - Paweł Maria (junior).
W 1905 objął stanowisko przewodniczącego Rady Powiatowej Komisji Kasy Pożyczkowej w Rawie Ruskiej, a następnie został posłem na Sejm. Był gorącym orędownikiem wszelkiego rodzaju stowarzyszeń katolickich, często przemawiał na wiecach katolickich. W tym czasie 5 lipca 1906 przyszło na świat ostatnie z dzieci – córka Matylda Maria. Lata 1906-1912 to czas działalności w wielu organizacjach - Towarzystwie Urzędników Prywatnych we Lwowie, Organizacji Katolickiej, Kasie Pożyczkowej. W 1912 na Kongresie Eucharystycznym został dokooptowany do komitetu stawiającego sobie za cel organizację Światowych Kongresów Eucharystycznych.Członek i działacz Galicyjskiego Towarzystwa Gospodarskiego, członek jego Komitetu (10 czerwca 1909 - 20 czerwca 1914).
Z początkiem 1913 został wybrany Prezesem Stowarzyszenia Czerwonego Krzyża dla Galicji i to zadanie pochłaniało go całkowicie. Widoczne to było szczególnie w czasie I wojny światowej. Rodzina Sapiehów przeniosła się wówczas z Siedlisk do Lwowa, gdzie rozpoczął organizację szpitali, sprowadzał bieliznę i leki dla chorych. W czasie ofensywy rosyjskiej, która zagrażała miastu, Sapiehowie wyjechali do Krakowa, gdzie do armii austro-węgierskiej wstąpił starszy z synów Pawła – Alfred. Zginął 5 czerwca 1916 pod Sapanowem koło Krzemieńca.
Po zakończeniu wojny, z początkiem 1919 ustąpił ze stanowiska prezesa Czerwonego Krzyża i poświęcił się całkowicie pracy w majątku. Odbudował młyny na Racie i Borowym, a w 1921 sprzedał przynoszący straty majątek Mosty Wielkie. W 1920 nastąpiła ewakuacja z Siedlisk, które zostały zagrożone przez zbliżającą się armię sowiecką. W tym też roku drugi z synów Pawła i Matyldy – por. 8 pułku ułanów Paweł (junior) - został poważnie ranny w bitwie kawaleryjskiej z oddziałami Budionnego pod Komarowem k. Zamościa .
Lata powojenne związane są głównie z pracą w majątku, rozwojem infrastruktury folwarków i udziałem w pracach kilku organizacji katolickich. Z początkiem grudnia 1928 do klasztoru sióstr niepokalanek w Jazłowcu wstąpiła córka Maria. Choć stan zdrowia Pawła stale się pogarszał, w 1929 r. wraz z bratem Adamem wyruszył w podróż do Egiptu i Ziemi Świętej. W 1930 wziął udział w pracach Kongresu Eucharystycznego w Tunisie i uczestniczył w spotkaniach członków Kongresu w Paryżu i Rzymie.
Latem 1933 przygotowywał się do wyjazdu do Londynu, gdzie miał odbyć się ślub Pawła (juniora) i Virgilii Peterson. Niestety, z powodu choroby serca pozostał w Siedliskach. Pod koniec stycznia 1934 zachorował na dusznicę bolesną (angina pectoris) i po czteromiesięcznej chorobie, po przyjęciu sakramentów świętych skończył życie w Siedliskach 31 maja 1934 w wieku 74 lat. Na krótko przed śmiercią dowiedział się o narodzinach pierwszej wnuczki Krystyny, urodzonej 15 maja 1934 w Wiedniu, córki Pawła (juniora) i Virgilii. Po śmierci ojca zarząd nad majątkiem w Siedliskach, obejmującym 5.000 ha, przejął syn Paweł (junior), który zmienił wystrój dworu i przeprowadził kilka reform w zarządzie folwarków. Na pogrzeb Pawła Sapiehy przybyła cała rodzina. Zwłoki, po nabożeństwie żałobnym, zostały złożone w krypcie pod ołtarzem kościoła. Tak zakończyła się historia życia Pawła Sapiehy, człowieka „o niepoślednim umyśle i jeszcze większych zdolnościach”.
Potomkowie Pawła i Matyldy Sapiehów osiedli w Krakowie, Londynie i USA.